# Куцохвостик танзанійський
Куцохво́стик танзані́йський (Macrosphenus kretschmeri) — вид горобцеподібних птахів родини Macrosphenidae.

## Поширення
Вид поширений у Східній Африці. Трапляється в Танзанії та на півночі Мозамбіку. Один раз спостерігався в лісі Кітову на південному сході Кенії. Можливо, це був бродяжний птах. Живе у тропічних та субтропічних вологих гірських і низовинних лісах.

## Підвиди
- M. k. kretschmeri (Reichenow & Neumann, 1895);
- M. k. griseiceps (Grote, 1911)